# The War Room
The War Room is een Amerikaanse documentairefilm uit 1993 over de campagne van Bill Clinton in de aanloop naar de Amerikaanse presidentsverkiezingen 1992. De film werd geregisseerd door Chris Hegedus en D.A. Pennebaker.

## Ontvangst
De film werd goed ontvangen door critici en werd bij de 66ste Oscaruitreiking genomineerd voor de Academy Award voor de beste documentaire.